# Bürgermeisterei (Preußen)
Die Bürgermeisterei war in Preußen neben dem Amtssitz des Bürgermeisters auch eine aus mehreren Gemeinden zusammengesetzte Verwaltungseinheit.

## Geltungsbereich
Die Bürgermeisterei war ein in der preußischen Rheinprovinz (1822 aus den 1815 eingerichteten Provinzen Großherzogtum Niederrhein und Jülich-Kleve-Berg entstanden) und in der Provinz Westfalen (ab 1815) aus mehreren Gemeinden zusammengesetzter Kommunalverband bzw. eine Verwaltungseinheit. Derselbe stand unter einem von der Regierung ernannten Bürgermeister, welcher von der Bürgermeisterei honoriert wurde und dem die Bürgermeistereiversammlung als Organ des Verbandes zur Seite stand. Die den Bürgermeistereien zugeordneten Gemeinden wurden durch Gemeindevorsteher vertreten.

### Hintergründe
Nach dem Frieden von Tilsit (9. Februar 1807) musste Preußen seine Gebiete links der Elbe an Frankreich abtreten. Napoleon I. führte dort das in Frankreich bestehende straff organisierte Präfektentum ein, welches das Land in Départements, Arrondissements und Kantone einteilte. Mit dieser Einteilung wurden auch die Gemeinden neu geordnet. Es wurden Munizipalitätsbezirke gegründet, die aus einer oder mehreren kleinen Ortschaften bestanden. An der Spitze stand jeweils der Maire, dem die gesamte Kommunal- und unmittelbare Staatsverwaltung in der Mairie zustand und der dem Präfekten unterstand. Für jede Mairie wurde ein Munizipalrat gegründet, dessen Mitglieder im Großherzogtum Berg vom Innenminister oder dem Großherzog ernannt wurden. Der Munizipalrat trat nur einmal jährlich zusammen und hatte eine überwiegend beratende Funktion.
Nach der Niederlage Napoleons (vgl. Wiener Kongress 1814/15) behielt man in den beiden preußischen Rheinprovinzen und in der Provinz Westfalen unterhalb der Kreisebene das französische Verwaltungssystem zunächst bei. Aus dem Munizipalitätsbezirk wurde die Bürgermeisterei, aus dem Maire der Bürgermeister und aus dem Munizipalrat der Bürgermeistereirat. Die in den genannten Provinzen bestehenden Bürgermeistereien entsprachen den Ämtern in den übrigen preußischen Provinzen.

### Umwandlung der Bürgermeistereien in Ämter

#### Provinz Westfalen

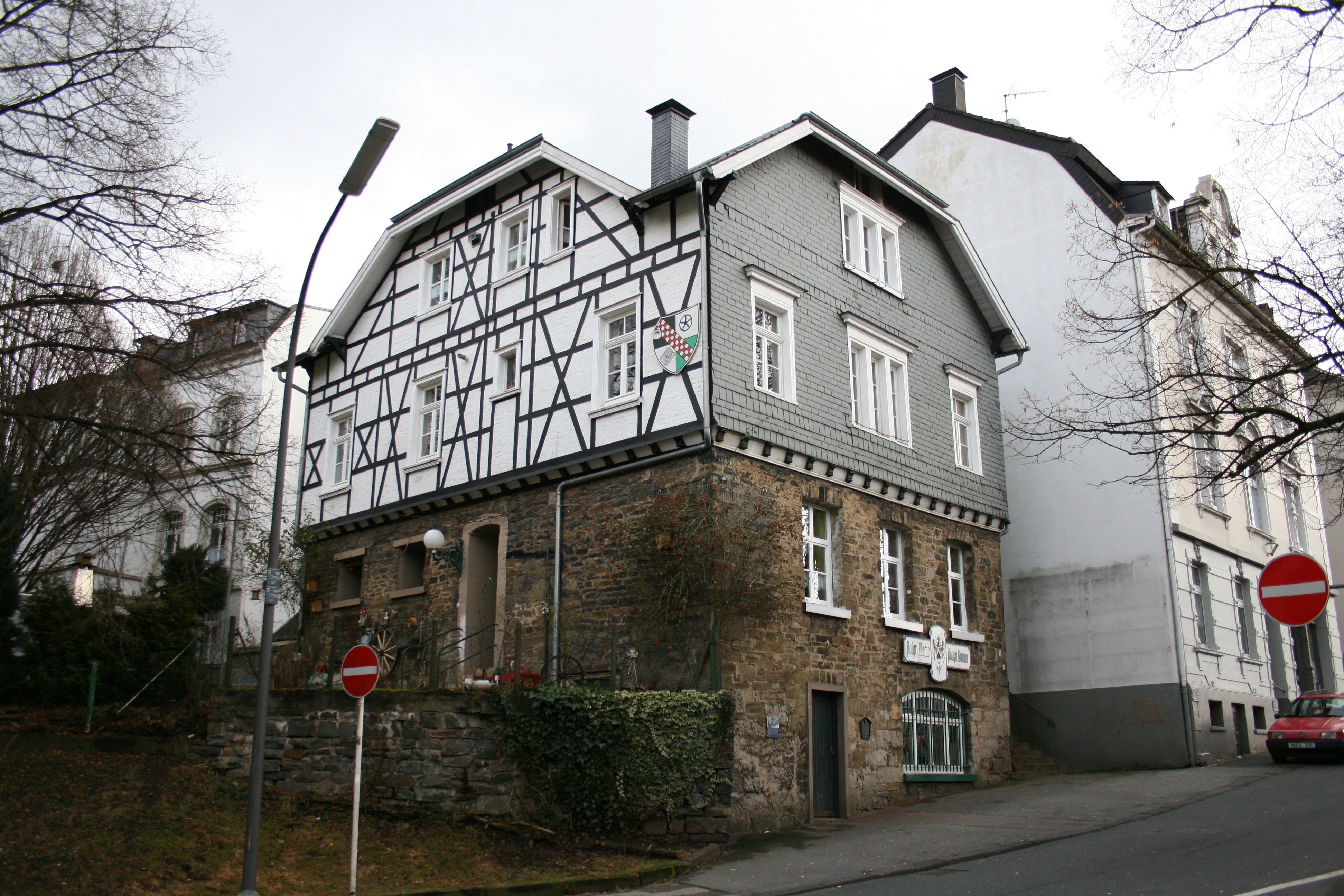
Beispiel eines erhaltenen Amtshauses (hier Altes Amtshaus Langerfeld, heute zu Wuppertal)

Für die Provinz Westfalen verfügte die preußische Regierung zum 31. Oktober 1841 die „Landgemeinde-Ordnung für die Provinz Westphalen“. Im § 12 wurde bestimmt: „Aus mehreren Gemeinden nebst den nicht zum Gemeindeverbande gehörenden Rittergütern wird ein Gemeindebezirk (Amt) unter einem Amtmann gebildet“, und: „Das Amt kann auch aus einer Gemeinde bestehen.“
Zur Umsetzung des Gesetzes wurde der Oberpräsident der Provinz beauftragt (§ 126). Am 13. Juni 1842 wurde „über den Zeitpunkt der Anwendung der neuen Landgemeinde-Ordnung für Westphalen“ eine „allerhöchste Kabinettsorder“ erlassen, in der die Einführung der neuen Kommunalbehörden sowie deren Bekanntmachung durch die jeweiligen Bezirksregierungen geregelt wurde. Die Umwandlung der einzelnen Bürgermeistereien in Ämter mitsamt der Festlegung der zugehörigen Gemeinden erfolgte in den drei westfälischen Regierungsbezirken im Verlauf der Jahre 1843 und 1844. Die Bezeichnung Bürgermeisterei wurde seitdem in Westfalen nicht mehr verwendet.
Mit der Neufassung der Landgemeinde-Ordnung vom 19. März 1856 wurde dann in § 4 abschließend festgelegt: „Mehrere Gemeinden, nebst den, den Gemeinden gleichgestellten Gütern, bilden einen Verwaltungs-Bezirk (Amt), welchem ein Amtmann vorsteht; doch kann das Amt auch aus Einer Gemeinde bestehen.“

#### Rheinprovinz
Dagegen wurde in der Gemeinde-Ordnung für die Rheinprovinz vom 23. Juli 1845, abgeändert am 15. Mai 1856, in den §§ 7 und 8 geregelt: „Mehrere Gemeinden bilden einen Verwaltungsbezirk (Bürgermeisterei) unter einem Bürgermeister; die Bürgermeisterei kann auch aus einer Gemeinde bestehen. Sie bildet zugleich in Ansehung solcher Angelegenheiten, welche für alle zu ihr gehörige Gemeinden ein gemeinschaftliches Interesse haben, einen Kommunalverband mit den Rechten einer Gemeinde“. Mit der Gemeindeordnung kam es also zur rechtlichen (Wieder-)Anerkennung der durch die Bürgermeisterei verwalteten Gemeinden als beschränkte Selbstverwaltungskörper mit eigenem Vorsteher und Gemeinderat.
Die kommunale Selbstverwaltung blieb weiter eingeschränkt, da sowohl Gemeindevorsteher (ernannt auf sechs Jahre) als auch Bürgermeister (ernannt auf Lebenszeit) durch übergeordnete staatliche Stellen bestimmt wurden. Der Gemeinderat wurde nach einem abgestuften Zensuswahlrecht gewählt. Nach der Gemeindeordnung von 1856 war der Bürgermeister immer noch Vorstand der einzelnen Gemeinden, nicht deren Vorsteher selbst. Der Bürgermeister konnte Kompetenzen der Gemeinden ohne deren Einwilligung an sich ziehen. Mit der Rheinischen Städteordnung, die im selben Jahr in Kraft trat, wurde die rechtliche Gleichstellung zwischen Städten und Landgemeinden aufgehoben.
Bürgermeistereien, die aus mehreren Gemeinden bestanden, wurden Landbürgermeisterei genannt, aus einer einzigen Stadt nach der Rheinischen Städteordnung bestehende Bürgermeistereien zumindest informell „Stadtbürgermeisterei“. In der Rheinprovinz blieb die Bezeichnung Bürgermeisterei bis 1927 bestehen. Das preußische Gesetz über die Regelung verschiedener Punkte des Gemeindeverfassungsrechts vom 27. Dezember 1927 bestimmte in § 2: „Die Landbürgermeisterei in der Rheinprovinz führt hinfort die Bezeichnung Amt.“